# Théâtre Prospero
 (mars 2024).
Si vous disposez d'ouvrages ou d'articles de référence ou si vous connaissez des sites web de qualité traitant du thème abordé ici, merci de compléter l'article en donnant les références utiles à sa vérifiabilité et en les liant à la section « Notes et références ».
Pour les articles homonymes, voir Prospero.
Le Théâtre Prospero est un lieu théâtral de la scène montréalaise, situé à Montréal, au Canada qui comprend deux salles de spectacles. Il présente des créations du Groupe de la Veillée et d'autres compagnies de théâtre. Il est ouvert sur le monde depuis ses tous débuts.

## Historique
Le Théâtre Prospero est un lieu théâtral de la scène montréalaise, situé au 1371, rue Ontario est à Montréal, au Canada. Le théâtre comprend deux salles de spectacles à aire modulable, l'une d'une capacité maximale de 180 places et l'autre, la salle intime, pouvant accueillir 45 personnes. Le théâtre Prospero présente, annuellement, deux à trois créations du Groupe de la Veillée et six à neuf spectacles de compagnies invitées. Axant son travail sur la création scénique en dialogue avec tous les participants, praticiens comme acteurs, il est ouvert sur le monde depuis ses tout débuts
En 1984, le Groupe de la Veillée fait l'acquisition d'un ancien cinéma abandonné sur la rue Ontario est à Montréal qu'il rénove sommairement en salle de spectacle. À cet endroit s'était tenu à partir de 1911 le théâtre de Lune rousse où La Poune avait notamment performé. 
En 1995, on procède à une rénovation importante des lieux grâce à une subvention de près de 3 000 000 $ principalement accordée par le Gouvernement du Québec, afin d'effectuer la reconstruction complète de son bâtiment. Désormais, deux salles et différents locaux aménagés font de ce théâtre l'un des lieux importants de diffusion à Montréal.
En 1999, le Théâtre de la Veillée est rebaptisé Théâtre Prospero. Il doit son nouveau nom (Prospero) au personnage principal de La Tempête de Shakespeare.
Carmen Jolin est directrice artistique de 2009 à 2021. Philippe Cyr commence son mandat de direction artistique et codirection générale en août 2021.

## Pratiques
Depuis la saison 2023-24, le Théâtre Prospero a adopté la billetterie modulable. Contrairement aux billets classiques à prix fixes, il permet au spectateur de choisir son prix dans une grille tarifaire, dépendant de son budget et de son désir d'être solidaire à la culture,.